# 基因華爾茲
《基因華爾茲》是日本醫學博士海堂尊的長篇小說，描述代母產子的故事。

## 劇情大綱
帝華大學醫學部婦產科教室助教曾根崎理恵是一名在人工授精方面很有經驗的女醫生。理惠看到了未能自然懷孕的人的願望，因此幫助他們完成心願，但其實理惠之所以這麼了解他們心態，是因為理惠自己在幾年前所發生的一件事，與理惠同年畢業的清川吾郎深信那年事改變了理惠。

## 演員
- 曾根崎理恵 - 菅野美穗
- 清川吾郎 - 田邊誠一
- 三枝久広 - 大森南朋
- 甘利みね子 - 白石美帆
- 甘利健司 - 音尾琢真
- 田中美紀 - 片瀨那奈
- 青井ユミ - 桐谷美玲
- 須賀貴匡
- 妙高みすず - 濱田マリ
- 屋敷教授 - 西村雅彦
- 荒木浩子 - 南果步
- 荒木隆 - 大杉漣
- 山咲みどり - 風吹ジュン
- 三枝茉莉亜 - 浅丘ルリ子

## 工作人員
- 導演：大谷健太郎
- 原著：海堂尊
- 副導演：村上秀具
- 監製：松橋真三、藤田大輔、平野宏治
- 劇本：林民夫
- 音樂：上田禎、安井輝
- 攝影：青木正
- 美術：太田喜久男
- 燈光：平野勝利
- 錄音：藤丸和徳

## 主題曲
- 小田和正 -「こたえ」

## 外部連結
- 電影官方網站